# Hyon Chol-hae
Hyon Chol-hae (Kyongsong, 13 agosto 1934 – Pyongyang, 19 maggio 2022) è stato un generale e politico nordcoreano, che rivestì il ruolo di maresciallo dell'esercito popolare coreano.
Durante la guerra di Corea, Hyon servì come guardia del corpo di Kim Il-sung, un ruolo che gli diede "un posto nella storia rivoluzionaria della Corea del Nord". È stato direttore del dipartimento di logistica generale dell'esercito popolare coreano dal 1986 al 1995, quando è stato nominato vicedirettore del dipartimento di politica generale, diventando uno dei membri più anziani della leadership militare e politica nordcoreana. Era stato suggerito che, dopo la morte di Kim Jong-il, potesse aver preso parte a un consiglio militare della leadership del paese. È membro del Comitato centrale del Partito dei lavoratori della Corea dal 1991.
Nel mese di aprile del 2012, ha ricevuto promozioni importanti come membro del Partito dei lavoratori della Corea al Politburo, primo viceministro delle Forze armate popolari e direttore del Dipartimento Generale logistica dell'esercito.
È stato sostituito come primo viceministro della difesa dal suo predecessore come direttore della logistica Jon Chang-bok nel maggio del 2013.
Il 15 aprile 2016, Hyon Chol-hae è diventata la quinta persona ad essere promossa al grado di Maresciallo dell'Esercito Popolare Coreano.